# 土山茜
土山 茜（つちやま あかね、1991年10月22日 - ）は、日本の女優。T-artist所属。福岡県久留米市出身。

## 来歴
2012年8月、汐留グラビア甲子園2012に一般応募で出場し、決勝に進出した。
2013年3月、アリスインプロジェクト「アリスインデッドリースクール オルタナティブ」にて初舞台。
2013年11月、即興舞台「アクトレース」ブラックティアーズに出演し総合優勝。
2013年12月、まんさいガールオーディションにて準グランプリを受賞。
2014年3月、フォトテクニックガールオーディションにてグランプリを受賞した。
2019年4月からティー・アーティストに所属。

## 人物
- 特技：アイドルの振りコピ・博多弁
- 趣味：農業・ダンス・合唱
- 愛称：つっちゃま

## 出演

### 映画
- 「少女邂逅[5]」（2017年8月、監督：枝優花） - 清水馨 役
- 「日本製造/メイド・イン・ジャパン[6]」（2018年、監督：松本優作） - 沙莉 役
- 「カップケーキ[7]」（2018年、監督:ジャン・ダーウェイ） - ゆい 役
- 「透明花火[8]」（2018年、監督：野本梢） - ヒロイン・武田絵美 役
- 「不器用な彼女[9]」（2019年、監督：清水佳代子） - 主演・前田莉子 役
- 「ディープロジック[10]」（2020年1月、監督：山岸謙太郎） - ウェイトレスA 役
  - 劇団6番シード×ProjectYamaken「Dプロジェクト」トウドウ編（2016年8月、監督：山岸謙太郎）
- 「女たち」（2021年6月、監督：内田伸輝）
- 「シチュエーション ラヴ[11]」（2021年8月、監督：桜井亜美） - アヤメ 役
- 「神は見返りを求める[12]」（2022年6月、監督：吉田恵輔） - 萌 役
- 「ジャガーノート」（2023年9月、監督：山岸謙太郎） - アンナ 役[13]

### 舞台
- アリスインプロジェクト「アリスインデッドリースクール オルタナティブ[14]」光組（2013年3月20日 - 24日、新馬場・六行会ホール） - 宍戸舞 役
- 劇団6番シード「Call me Call you[15]」REDチーム（2013年6月27日 - 7月4日、吉祥寺シアター） - 小郡美玖 役
- UDA☆MAP「アリゾナ☆侍☆ガールズ」（2013年8月29日 - 9月3日、池袋・シアターKASSAI） - タミ 役
- ウェーブモーション「ニューシネマパラダイちゅ[16]」チームB（2013年11月7日 - 10日、高田馬場ラビネスト） - 美紀 役
- タンバリンプロデュース「新耳袋3-喫茶店奏鳴曲(カフェ・ソナタ)-[17]」（2014年4月2日 - 6日、中野ザ・ポケット） - 水島奈央 役
- タンバリンステージ「MOSH007-私を愛したスパイ-」タンバリンズ（2014年5月20日 - 25日、池袋・シアターグリーン BOX IN BOX）
- 怪傑パンダース「透明少女[18]」（2014年6月25日 - 29日、新宿村LIVE） - 斉藤マナブ 役
- アリスインプロジェクト「エデンの空に降りゆく星唄[19]」（2014年8月13日 - 17日、新馬場・六行会ホール） - 坂井真弓 役
- 劇団6番シード「メイツ![20]」BLUEメイツ（2014年10月29日 - 11月9日、池袋・シアターKASSAI） - トモ 役
- 劇団TEAM-ODAC「僕らの深夜高速」Bキャスト（2014年11月22日 - 23日、青山一丁目・草月ホール） - 白鳥うらん 役
- アリスインプロジェクト「セブンフレンズ セブンミニッツ[21]」（2014年12月17日 - 21日、新馬場・六行会ホール） - 吉宗雛 役
- ワイアールジャパン「拳聖」（2015年1月15日 - 18日、新宿御苑前・シアターサンモール） - ヒロイン：ミキ 役
- ワイアールジャパン×スターダムプロモーション「SPLIT DECISION2」（2015年3月6日 - 8日、築地ブディストホール） - ヒロイン：前田有美 役
- ワイアールジャパン×ヒエロマネジメント「ヒカケン-非科学部超常現象研究会のなんでもない1日-」（2015年4月8日 - 12日、中野・テアトルBONBON） - 相葉亜美 役
- 劇団TEAM-ODAC「MOON&DAY-うちのタマ知りませんか？-」（2015年5月2日 - 6日、全労済ホール スペース・ゼロ） - 夏風百合子 役
- UDA☆MAP「ガールズトーク☆アパートメント」2015Ver（2015年7月29日 - 8月9日、池袋・シアターKASSAI） - 主演：蘇我風子 役
- 私立ルドビコ女学院「フカンショウジョ[22]」（2015年10月17日 - 25日、新宿御苑前・サンモールスタジオ） - 瀬戸いちか 役
- 劇団た組。「楽屋〜流れ去るものはやがてなつかしき〜」（2016年1月21日 - 24日、高島平・LIVESTAGE hodgepodge） - 女優A　役
- アサルトリリィ×私立ルドビコ女学院「シュベスターの祈り[23]」（2016年4月16日 - 24日、新宿御苑前・サンモールスタジオ） - 瀬戸・ベロニカ・いちか 役
- Pxxce Maker'「Baby〜産まれた時も、泣いてたクセに〜[24]」（2019年6月19日 - 23日、中野・劇場MOMO） - 主演：平良キョウコ 役

### MV
- 笹口騒音ハーモニカ「うるう年に生まれて」（2018年、監督：澁谷桂一） - 墨譚光隆伸子 役[25]

### テレビ
- BeeTVドラマ「悪の経典-序章-」（2012年7月） - クラスメイト・カウンセリングを受ける女子学生 役
- 日テレ「汐留グラビア甲子園」（2012年8月）ファイナリスト@SHIODOME-AX
- CSつくばテレビ「革命!グラドル新党[26]」（2013年6月 - 10月）
- TOKYO MX&チバテレビ「真夜中のおバカ騒ぎ!」（2013年12月） - 9期マヨバガール[27]
- 関西テレビ「村上マヨネーズのツッコませて頂きます!」（2014年5月25日）
- テレビ東京「ゴッドタン」第6回「キモンスターズ・チャンプ」（2014年8月16日）
- チバテレビ「応援美女子!」（2015年3月）短編ドラマ「学食戦争」
- チバテレビ「応援美女子!」（2015年8月）短編ドラマ「春夏秋ふゆ」 - 主演：小石川夏 役
- 日本テレビ「トリックハンター」（2015年8月12日）
- 日本テレビ「行列のできる法律相談所」（2015年6月）
- TBS「中居正広の金曜日のスマイルたちへ」（2016年10月22日）
- フジテレビ「ラブホの上野さん」 第6話（2017年2月）
- テレビ朝日「女囚セブン」 第1話（2017年4月） - 上野優子 役
- テレビ朝日「おっさんずラブ」 最終話（2018年6月） - ウェイトレス 役
- RCCテレビ「恋より好きじゃ、ダメですか?」（2019年4月 - 9月21日） - 高村杏奈 役
- 関西テレビ「魔法のリノベ」 第1話（2022年7月18日）[28]
- テレビ朝日「unknown」 第5話（2023年5月16日）

### CM
- ファミリーマート「冷し中華　おいしさ一新」篇（2016年4月）
- 日本コカ・コーラ「新・爽健美茶　いいものを選びたい」篇（2016年9月）
- JALカード「持ってました チケット篇」（2017年2月） - 主演：本人 役
- 旭ホールディングス株式会社 ホールディングス化記念ショートフィルム「まち、ひと、未来にかがやきを」（2022年）

### 雑誌
- ワイレア出版「cream」4月号（2014年3月）
- 玄光社「フォトテクニックデジタル」4月号（2014年3月）
- 集英社「週刊プレイボーイ」（2014年4月14日）
- ワイレア出版「cream」8月号（2014年7月）
- ワイレア出版「cream」10月号（2014年9月）

### WEB
- CinemaCafe
  - 【ディズニー女子会】憧れのミラコスタで贅沢に“女子旅”! 期間限定メニューも[29]（2014年11月）
  - 【ディズニー】人気の目隠しレストラン! 魔法のアイマスクで『リトル・マーメイド』の世界へ[30]（2015年6月）
  - 【ディズニー】食事＆ショーを楽しもう!シー夏イベ限定アトモスフィアショー[31]（2015年8月）
  - 【ディズニー】最終日でも間に合う! 夏イベの想い出をステキに残せるフォトスポ4選[32]（2015年8月）
  - 【ディズニー】ホテル8レストランほおばり実食レポ!“食”のイースター[33] （2017年5月）
  - 都心＆手ぶらで憧れのグランピングを体験! 豊洲「WILD MAGIC」で女子会をやってみた[34] （2017年11月）
  - 【ディズニー】にっこにこミッキーパンに思わず笑顔！「スウィートハート・カフェ」の35周年メニュー[35]（2018年6月）